# Истомин, Владимир Константинович
Владимир Константинович Истомин (18 июня 1848, Тула ― 12 ноября 1914, Москва) ― русский писатель и издатель.

## Биография
Сын адмирала Константина Ивановича Истомина, племянник героя севастопольской обороны контр-адмирала В. И. Истомина.
Закончил Пажеский корпус (1865), до 1868 года служил в Преображенском полку.
В 1868—1871 годах — директор Новочеркасской театральной дирекции, чиновник по особым поручениям при атамане Войска Донского. В 1871—1872 годах — чиновник при виленском генерал-губернаторе, затем содержал нотариальную контору в Новочеркасске.
В 1876—1878 годах — сотрудник газеты «Московские ведомости», затем до 1883 года управляющий канцелярией московского губернатора, в 1883—1887 годах — директор по хозяйственной части Московских сиротских заведений ведомства императрицы Марии Фёдоровны, управляющий канцелярией московского генерал-губернатора (1887—1904).
В 1891 году занимал пост редактора «Правительственного вестника».
С 1893 года — гофмейстер. Ослеп, но числился по Министерству Императорского Двора.
Пожизненный почётный член Сергиевского общества хоругвеносцев.
С 1881 года совместно с П. А. Берсом издавал популярный журнал «Детский отдых», где публиковались Л. Толстой, И. Забелин, Д. Иловайский и другие известные историки и писатели. Активно сотрудничал с журналом «Русский филологический вестник», издававшимся в Варшаве. Писал в «Русский архив» и «Душеполезное чтение» биографические очерки о знаменитых русских и путевые впечатления. Опубликовал историю замысла романа «Анна Каренина» (1881). Выпустил сборник стихов «Из пережитого» (1905).
Жена ― урождённая Н. А. Реми, внучка М. И. Платова. Дети: четверо сыновей и четверо дочерей. Самая известная из них ― княгиня Наталья Владимировна Урусова (1874—1963).

## Сочинения
- Из пережитого. ― М., 1905.
- Больница души. ― М., 1906.
- Последнее прости. ― М., 1906.
- И. Ф. Горбунов. ― М., СПб., 1908.
- Адмирал И. С. Унковский. ― М., 1910.